# Sardinienschild

Zeitgenössische Darstellung des Sardinienschildes (Bleistiftskizze)

Das Truppenkennzeichen der 90. Panzergrenadier-Division diente offenbar als Vorlage.

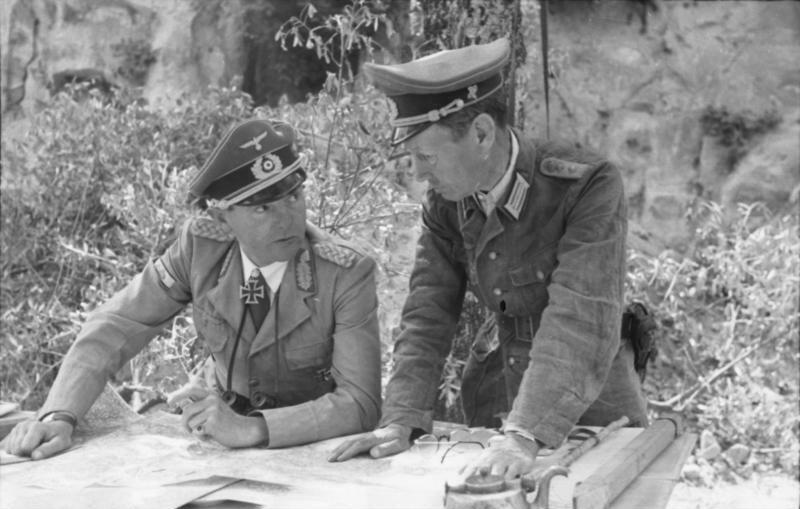
Ernst-Günther Baade an der Italienfront. Der Sardinienschild ist an der Schirmmütze des Hauptmanns (rechts) erkennbar.

Der Sardinienschild war ein truppeninternes Traditionsabzeichen, das während des Zweiten Weltkrieges an alle Soldaten der 90. Panzergrenadier-Division verliehen wurde.

## Hintergrund
Nach der Kapitulation der 90. leichten Afrika-Division in Tunesien im Mai 1943 wurde sie Juli 1943 unter dem neuen Namen 90. Panzergrenadier-Division neu aufgestellt. Nach der Landung der alliierten Truppen in Süditalien wurde die Division im September 1943 auf das italienische Festland abgezogen und kämpfte dort bis Kriegsende unter anderem bei Monte Cassino, Rom, Florenz, Rimini und Bologna. Um an den Gründungsplatz Sardinien zu erinnern, schuf sich die Division ihren eigenen Sardinienschild.

## Aussehen
Der silbrig-glänzende Sardinienschild hat eine Höhe von ca. 30 mm und eine Breite von 10 bis 12 mm. Er zeigt die erhaben geprägte geografische Darstellung der Insel Sardinien mit den Bergen des Gebirges Gennargentu, dessen Hauptverkehrsstraßen mit den Stadtpunkten von Cagliari und Olbia. Der in Großbuchstaben gehaltene Ortsname CAGLIARI steht für den Ort der Aufstellung der Division. OLBIA, ebenfalls in Großbuchstaben dargestellt, symbolisiert die Ausschiffung der Division auf das italienische Festland. Über das geprägte Relief der Insel ist ein von rechts nach links leicht geneigtes Schwert dargestellt. Es ist unverkennbar, dass der Sardinienschild das stilisierte Divisionsabzeichen der 90. Panzergrenadier-Division wiedergibt. Auf der Rückseite des Schildes war eine einfache Broschierung angelötet.

## Verleihungen
Die genaue Zahl der Verleihungen lässt sich nicht mehr mit Bestimmtheit klären, da alle Soldaten der 90. Panzergrenadier-Division diesen Schild erhalten haben. Geht man von der Gesamtheeresstärke der damaligen Wehrmachtsdivision von 10.000 bis 20.000 Mann aus, so ist eine Verleihungszahl in diesem Rahmen wahrscheinlich. Beachtet muss allerdings werden, dass die Divisionsstärke in den letzten Kriegsjahren 1943–1945 erheblich von der Sollstärke abwich. Der Sardinienschild wurde in der Regel an die Mannschaft durch die höheren Offiziere der Division verteilt. Offizieren wurde der Schild in einer kleinen roten oder schwarzen Ordensschachtel überreicht.

## Inoffizielle Auszeichnung
Bei dem Sardinienschild handelt es sich nicht um ein Waffen- bzw. Kampfabzeichen der Wehrmacht, da weder seine Stiftung noch die Verleihung offiziell erfolgten. Der Sardinienschild wurde deshalb auch nur als internes Truppenabzeichen angesehen, obwohl Besitzurkunden durch die vorgesetzten Offiziere ausgefertigt worden sind. Mit der Eintragung in das Soldbuch entstand auch kein Anspruch auf offizielle Annahme des Schildes durch das Bundesministerium des Innern. Daher ist dieser Schild nicht in das Gesetz über Titel, Orden und Ehrenzeichen vom 26. Juli 1957 aufgenommen worden.

## Begriffsabgrenzung
Fälschlicherweise wird im Zusammenhang mit dem Sardinienschild immer wieder von einem Ärmelschild gesprochen, ähnlich dem Narvikschild, dem ersten Abzeichen dieser Art in der Wehrmacht. Diese Annahme ist jedoch nicht richtig. Der Sardinienschild war niemals als Ärmelschild gedacht gewesen, sondern wurde an der linken Seite der Feldmütze, ähnlich dem Edelweiß der Gebirgstruppen, getragen.